# Susan Heyward
Susan Heyward (ur. 19 listopada 1982 w Atlancie) – amerykańska aktorka, która wystąpiła m.in. w serialach  Powers, Vinyl  i Orange Is the New Black.

## Filmografia

### Filmy
| Rok  | Tytuł                     | Rola            | Uwagi       |
| ---- | ------------------------- | --------------- | ----------- |
| 2006 | Sofia for Now             | Church Attendee |             |
| 2012 | Busted on Brigham Lane    | Momo            | krótkometr. |
| 2013 | Mother of George          | Monica          |             |
| 2015 | Poltergeist               | Sophie          |             |
| 2017 | Niesamowita Jessica James | Jerusa          |             |
| 2017 | The Light of the Moon     | Grace           |             |
| 2018 | Radium Girls              | Etta            |             |

### Telewizja
| Rok       | Tytuł                             | Rola             | Uwagi   |
| --------- | --------------------------------- | ---------------- | ------- |
| 2009      | Michael & Michael Have Issues     | Lindsey          | 4 odc.  |
| 2009      | Prawo i porządek                  | Alicia Rodriguez | 1 odc.  |
| 2010      | Rockefeller Plaza 30              | Feyonce          | 1 odc.  |
| 2012      | 666 Park Avenue                   | Janet            | 2 odc.  |
| 2014      | The Following                     | Hannah           | 5 odc.  |
| 2015      | Powers                            | Deena Pilgrim    | 20 odc. |
| 2016      | Unforgettable: Zapisane w pamięci | Rhonda Matthews  | 1 odc.  |
| 2016      | Vinyl                             | Cece Matthews    | 10 odc. |
| 2016      | Conviction                        | Porscha Williams | 1 odc.  |
| 2018-2019 | Orange Is the New Black           | Tamika Ward      | 22 odc. |
| 2020      | Tommy                             | Keaton           | 1 odc.  |
| 2021      | Delilah                           | Demetria Barnes  | 8 odc.  |